# Yves Jansen
Yves Jansen (* 4. Juli 1952 in Aarau) ist ein Schweizer Theaterregisseur, Schauspieler und Autor.

## Biographie
Yves (eigentlich Ivo) Jansen gab seinen Beruf als Lehrer in jungen Jahren auf, um an der Hochschule für Musik und Darstellende Kunst Frankfurt am Main ein Schauspielstudium mit Diplomabschluss zu absolvieren. Es folgten Tätigkeiten als Regieassistent am Schauspielhaus Zürich bei Harry Buckwitz und am Schauspielhaus Bochum bei Hans Neuenfels. Nach Engagements als Schauspieler bei Fernsehen und Film sowie an Bühnen wie dem ehemaligen Schillertheater in Berlin und dem Theater Basel absolvierte Jansen eine Regiehospitanz am Berliner Ensemble.
1981 zeigte er am Jungen Theater Berlin mit Samuel Becketts Das letzte Band seine erste eigene Inszenierung. Seit 1988 ist er ausschließlich als Regisseur tätig. Er arbeitet bevorzugt mit Bühnenbildnern wie Werner Brenner, Peter Schmidt und Hans Winkler.
Die 1998 beginnende Vorarbeit zu seiner Inszenierung von Goethes Faust I und II inspirierte ihn zum Schreiben. Ab 2003 arbeitete er an seinem ersten Roman Platzeks Häutung, der 2005 im Conte Verlag erschien und auf der Frankfurter Buchmesse vorgestellt wurde.
Im selben Jahr wurde Jansen Mitbegründer des „Ensemble Proszenium Hamburg“, mit dem er Regieprojekte umsetzte.
Yves Jansen lebt mit seiner bolivianischen Lebenspartnerin Lenny R. Pozo Encinas in Hamburg; das Paar hat einen Sohn (* 2005).

## Theater

### Engagements als Schauspieler
- 1975/76 Städtische Bühnen Frankfurt
- 1975/76 Bad Hersfelder Festspiele
- 1976/77 Landestheater Tübingen
- 1976/77 Zimmertheater Tübingen
- 1977–79 Badisches Staatstheater Karlsruhe
- 1978–80 Staatliche Schauspielbühnen Berlin
- 1980 Theater Basel
- 1984–85 Theater Basel

### Inszenierungen
- 1981 Junges Theater Berlin / Samuel Beckett: Das letzte Band
- 1981 Stadttheater Pforzheim / Joe Orton: Seid nett zu Mr. Sloane
- 1982 Theater am Turm Frankfurt / Samuel Beckett: Bruchstücke
- 1982 Theater am Turm Frankfurt / Heiner Müller/ Volker Braun: Auftritt Godot
- 1982 Theater am Turm Frankfurt / Pier Paolo Pasolini: Affabulazione oder der Königsmord
- 1983 Freie Volksbühne Berlin, Kassenhalle / Joy Markert: Asyl
- 1988 Macadam Hamburg / Willy Russell: Die hl. Johanna der Einbauküche
- 1989 Museum für Kunst und Gewerbe Hamburg / Thomas Bernhard: Komödien vom deutschen Mittagstisch
- 1990 Museum für Kunst und Gewerbe Hamburg / Thomas Bernhard: Der Ignorant und der Wahnsinnige
- 1991 Hamburger Kammerspiele / Ferdinand Bruckner: Krankheit der Jugend
- 1991 Theater Nordhausen / Michael Schindhelm: Die Stadt
- 1992 Ernst Deutsch Theater Hamburg / Dea Loher: Olgas Raum
- 1992 Schauspielakademie Zürich / Johann Wolfgang von Goethe: Clavigo  (Lehrauftrag)
- 1993 Ernst Deutsch Theater Hamburg / Rolf Hochhuth: Wessis in Weimar (geht anschließend auf Tournee)
- 1993 Ernst Deutsch Theater Hamburg / Katrin Wagner: Jakob L. oder die zweite Vertreibung
- 1993 Ernst Deutsch Theater Hamburg / Gotthold Ephraim Lessing: Nathan der Weise
- 1995 Nationaltheater Mannheim / Joyce Carol Oates: Mondfinsternis
- 1995 Landestheater Linz / Christine Brückner: Wenn du geredet hättest, Desdemona
- 1996 Ernst Deutsch Theater Hamburg / Klaus Pohl: Wartesaal Deutschland
- 1996 Landestheater Linz / Peter Turrini: Josef und Maria
- 1997 Ernst Deutsch Theater Hamburg / Henrik Ibsen: Hedda Gabler
- 1997 Ernst Deutsch Theater Hamburg / Peter Buchholz: Grundehrliche Zeiten
- 1998 Ernst Deutsch Theater Hamburg / William Mastrosimone: Attentat
- 1999 Stadttheater St. Gallen / Johann Wolfgang von Goethe: Faust 1
- 2000 Stadttheater St. Gallen / Johann Wolfgang von Goethe: Faust 2
- 2000 Komödie Winterhuder Fährhaus Hamburg / Carl Sternheim: Die Hose
- 2001 Theater am Kurfürstendamm Berlin / Carl Sternheim: Die Hose (Wiederaufnahme)
- 2001 Komödie Winterhuder Fährhaus Hamburg / Lutz Hübner: GRETCHEN 89FF
- 2002 Ernst Deutsch Theater Hamburg / Johann Wolfgang von Goethe: Faust 1[2]
- 2004 Kleine Komödie am Max II, München / Françoise Sagan: Geliebter Feigling
- 2005 Ensemble Proszenium Hamburg / Woody Allen: Gott
- 2006 Ensemble Proszenium Hamburg / Heinrich von Kleist: Der zerbrochne Krug
- 2006 Ensemble Proszenium Hamburg / Eduardo de Filippo: Die Kunst der Komödie
- 2007 Ensemble Proszenium Hamburg / Lutz Hübner: Für alle das Beste
- 2008 Ensemble Proszenium Hamburg / Yasmina Reza: Drei Mal Leben
- 2009 Ernst Deutsch Theater Hamburg / Ronald Harwood: Kollaboration[3]
- 2009 Theater im Palais Berlin / Johann Wolfgang von Goethe: Die Mitschuldigen
- 2010/11 Ernst Deutsch Theater Hamburg / Tennessee Williams: Glasmenagerie (auch Tournee)[4]
- 2012  piccolo theatro/ Haventheater, Bremerhaven / Eric Assous: Achterbahn[5]
- 2013 Ernst Deutsch Theater Hamburg / Arthur Miller: Scherben (auch Tournee)[6][7]
- 2014 Kreuzgangspiele Feuchtwangen/ Friedrich von Schiller: Wilhelm Tell[8]
- 2015 Ernst Deutsch Theater Hamburg / Leon de Winter und Jessica Durlacher: Anne[9]
- 2016 piccolo theatro/ Haventheater, Bremerhaven / Tom Kempinski: „Duett für eine Stimme“[10]
- 2017 Kreuzgangspiele Feuchtwangen/ nach dem Film von Eric Till: „Luther“[11]
- 2018 Ernst Deutsch Theater Hamburg Henrik Ibsen: Nora[12]
- 2022 Kreuzgangspiele Feuchtwangen/ Friedrich von Schiller: Kabale und Liebe

## Film und Fernsehen

### Schauspielrollen
- 1980: Stolz oder die Rückkehr (TV-Film, Schweizer Fernsehen)
- 1981: Ich fühle was, was du nicht fühlst (TV-Film, Süddeutscher Rundfunk)
- 1983: Fehlverbindungen (Kinofilm, Deutsche Film- und Fernsehakademie Berlin)
- 1984: Feuer für den großen Drachen (TV-Film, Sender Freies Berlin)
- 1984: Novembermond (Kinofilm, Aurora-Television Hamburg)
- 1985–87: Ein heikler Fall[13] (NDR, 33-teilige Serie)
- 1989: Via Appia (Kleines Fernsehspiel, ZDF)
- 1995: Tödliches Geld (NDF/SAT1)

### TV-Regie
- 1994: Is was, Trainer? (COLON-Filmproduktion Köln / ZDF)